# Župnija Most na Soči
Župnija Most na Soči je rimskokatoliška teritorialna župnija dekanije Tolmin v škofiji Koper.

## Sakralni objekti
- cerkev sv. Lucije, Most na Soči - župnijska cerkev
- - podružnica

Od 1. januarja 2018  :
- - podružnica